# Гюльджан Арслан
Гюльджан Арслан (нар. 1 травня 1986, Карасу, Туреччина) — турецька акторка   .

## Ранні роки
Гюльджан Арслан народилася 1 травня 1986 року в Карасу, Туреччина. Вивчала театральне мистецтво у Культурному центрі «Sadri Alışık», а після завершення навчання почала  з'являтися у різних виставах та рекламі .

## Кар'єра
Дебутною роллю Арслан на телебаченні стала роль в серіалі TRT1 «Сардунья Сокак». 
В 2008 році її взяли в молодіжний серіал «Sınıf» і в тому ж році акторка з'явилася на Kanal D в «Hepimiz Birimiz İçin»   . Тоді ж Арслан отримала роль у серіалі ATV «Gurbet Kuşları». 
В 2009 році вона приєдналася до акторського складу «Кафки». 
2010 року Арслан зіграла повторювану роль у проєкті  «Kahramanlar» на Show TV  .
Першою головною роллю акторки стала роль у серіалі «Her Şeye Rağmen» в 2011 році. 
В 2012 році вона увійшла  до акторського складу  серіалу Star TV «Bir Çocuk Sevdim», в якому знімалася протягом 39 епізодів . 
У наступному році вона зіграла регулярну роль комісара Лейли Кандаш у 8-му сезоні «Небезпечні вулиці» .
В 2014 році вона зіграла головну роль Саліхи у серіалі «Günahkar». Згодом Арслан зіграла Фахріє Султан у 14 епізодах історичного драматичного серіалу Величне століття. Нова володарка .
В 2017 році  Арслан виконала головну роль з Енгіном Акюреком і Фахріє Евджен у серіалі ATV «Олен Кадар», зігравши роль Беріл.
В 2021 році вона знялася у драматичному серіалі «Doğduğun Ev Kaderindir» .

## Фільмографія
| рік            | Назва                            | Роль                    | Тип    | Примітки        |
| -------------- | -------------------------------- | ----------------------- | ------ | --------------- |
| 2007 рік       | Sardunya Sokak                   | Канан                   | серіал | Другорядна роль |
| 2008 рік       | Hepimiz Birimiz İçin             | Рудник Пекмезци         | серіал | Другорядна роль |
| 2008 рік       | Sınıf                            | Зехра                   | серіал | Другорядна роль |
| 2008 рік       | Гурбет Кушларі                   | -                       | серіал | Другорядна роль |
| 2009 рік       | Кафки                            | -                       | серіал | Другорядна роль |
| 2009 рік       | Кахраманлар                      | Фіген                   | серіал | Другорядна роль |
| 2011 рік       | Entelköy Efeköy'e Karşı          | -                       | плівка | Другорядна роль |
| 2011 рік       | Herşeye Rağmen                   | Лейла Ачікалин          | серіал | Головна роль    |
| 2011 рік       | Бір Чокук Севдім                 | Шахта                   | серіал | Головна роль    |
| 2013 рік       | Небезпечні вулиці                | Лейла Кандаш            | серіал | Другорядна роль |
| 2014 рік       | Гюнакар                          | Саліха Тежанли          | серіал | Головна роль    |
| 2015–2016 роки | Величне століття. Нова володарка | Фахріє Султан           | серіал | Другорядна роль |
| 2017 рік       | Ölene Kadar                      | Беріл Каралі            | серіал | Головна роль    |
| 2019 рік       | Zengin ve Yoksul                 | Ніхаль Таштан           | серіал | Другорядна роль |
| 2021 рік       | Doğduğun Ev Kaderindir           | Несрін / Гюльбін Гьоксу | серіал | Другорядна роль |
| 2021 рік       | Барбаросса: Меч Середземномор'я  | Деспіна                 | серіал | Головна роль    |